# Mikołaj Jazłowiecki
Mikołaj Jazłowiecki herbu Abdank (ur. ok. 1550 roku – zm. po 30 sierpnia 1595 roku) – starosta śniatyński, czerwonogrodzki, starosta sokalski w 1595 roku.

## Życiorys
Jego ojcem był Jerzy Jazłowiecki, hetman wielki koronny w latach 1569–1575 (bez formalnej nominacji), hetman polny koronny w 1569, wojewoda podolski od 1567, ruski od 1569, kasztelan kamieniecki od 1564, starosta czerwonogrodzki od 1544, kamieniecki od 1547, lubaczowski i latyczowski od 1566, chmielnicki od 1571, śniatyński, matką zaś Elżbieta Tarło herbu Topór, córka Jana Tarły (zm. 1550), krajczego i podczaszego wielkiego koronnego oraz starosty pilzneńskiego. Jego braćmi byli Hieronim Jazłowiecki i Michał Jazłowiecki.
W młodym wieku studiował we Włoszech. Po powrocie do swoich domów, zgodnie z tradycją rodzinną rozpoczął służbę wojskową.
W 1572 roku z Mikołajem Mieleckim prowadził kampanię wojskową przeciwko władcy Mołdawii Bogdanowi Lăpușneanu. W latach 1573–1575 był w Paryżu. Wrócił stamtąd po śmierci ojca. W grudniu 1575 był jednym z posłańców do Stefana Batorego po jego nominacji do tronu polskiego. Przy wsparciu kandydatury Batorego otrzymał od niego później 1576 starostwo śniatyńskie. Przebywał na dworze królewskim (1578). W roku 1576 uczestniczył w intronizacji Stefana Batorego. W 1587 roku podpisał elekcję Maksymiliana III Habsburga oraz najechał na zabudowania klasztoru Bernardynów we Lwowie, które wówczas zapewne zostały uszkodzone.
Poseł na sejm pacyfikacyjny 1589 roku z ziemi trembowelskiej, deputat do traktatów bytomsko-będzińskich. Poseł na sejm 1590 z powiatu trembowelskiego.
Pierwszą małżonką była Katarzyna, córka Stanisława Herburta. Drugą zaś Anna, córka Mikołaja Sieniawskiego. Trzecią – Aleksandra, córka Wasyla Tyszkiewicza (1-mo v. Chodkiewiczowa, 2-o v. ks. Ostrogska). Nie pozostawił potomków.
Fundował kościół oo. Dominikanów w Jazłowcu, w którego podziemiach został pochowany.